# Episodi di Detective Conan

Logo originale della serie

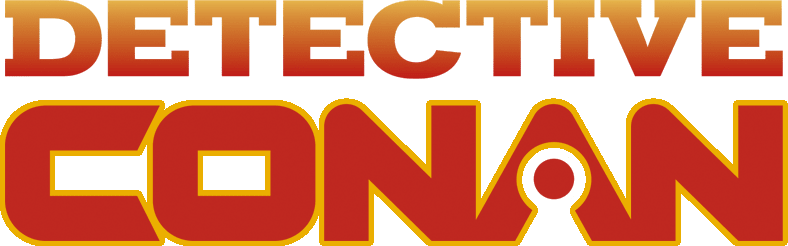
Logo internazionale della serie

Lista degli episodi di Detective Conan, serie televisiva anime prodotta dallo studio TMS Entertainment e basata sull'omonimo manga di Gōshō Aoyama. La serie è trasmessa in Giappone su Nippon Television e Yomiuri TV dall'8 gennaio 1996.
In Italia, la numerazione degli episodi è diversa rispetto a quella originale in quanto gli episodi speciali della durata di una o due ore vengono divisi in parti di circa 20 minuti. Mediaset ha trasmesso in prima visione i primi 593 episodi (542) ripartiti nel seguente ordine cronologico: 488 su Italia 1 (dall'1 al 488), 49 su Hiro (dal 489 al 541), altri 36 su Italia 1 (dal 542 al 573) e 20 su Italia 2 (dal 574 al 593). In seguito, De Agostini ha trasmesso in prima visione su Super! 183 episodi: dal 594 (543) al 776 (724).
Gli episodi fino al 508 sono stati trasmessi in Italia con lo standard aspect ratio 4:3. Dal 509 si passò allo standard 16:9. 

## Stagioni
L'anime di Detective Conan è diviso in stagioni in base ai DVD pubblicati in Giappone. Gli episodi di ogni stagione si trovano nella relativa sotto-pagina.

### Divisione italiana delle stagioni
In lingua italiana l'anime è diviso in stagioni secondo i blocchi di episodi acquistati da Mediaset (che identifica ogni stagione utilizzando i numeri romani) prima e da De Agostini (che invece usa i numeri arabi) a partire dall'undicesimo. La divisione in stagioni è comunque visibile soltanto nelle informazioni digitali sul programma e sulle guide dei programmi. Nella seguente lista gli episodi sono indicati secondo la numerazione italiana:
- Detective Conan I: episodi 1-130 (130 episodi). Trasmessa dal 13 maggio 2002 al 14 febbraio 2003.
- Detective Conan II: episodi 131-180 (50 episodi). Trasmessa dal 12 gennaio al 21 aprile 2004.
- Detective Conan III: episodi 181-230 (50 episodi). Trasmessa dal 23 agosto 2004 al 26 gennaio 2005.
- Detective Conan IV: episodi 231-281 (51 episodi). Trasmessa dal 27 gennaio al 6 aprile 2005.
- Detective Conan V: episodi 282-333 (52 episodi). Trasmessa dal 19 marzo al 18 giugno 2007.
- Detective Conan VI: episodi 334-385 (52 episodi). Trasmessa dal 19 giugno al 25 ottobre 2007.[24]
- Detective Conan VII: episodi 386-436 (52 episodi). Trasmessa dal 21 aprile al 13 luglio 2009.
- Detective Conan VIII: episodi 437-488 (52 episodi). Trasmessa dal 16 settembre 2009 al 31 ottobre 2010.
- Detective Conan IX: episodi 489-541 (52 episodi). Trasmessa dal 1º novembre 2010 al 5 agosto 2011.
- Detective Conan X: episodi 542-593 (52 episodi). Trasmessa dal 6 agosto 2011 al 28 maggio 2012.[25]
- Detective Conan XI: episodi 594-638 (45 episodi). Trasmessa dal 27 maggio al 2 ottobre 2013.[26]
- Detective Conan XII: episodi 639-681 (43 episodi). Trasmessa dal 23 giugno al 30 ottobre 2014.
- Detective Conan XIII: episodi 682-724 (43 episodi). Trasmessa dal 27 aprile al 28 settembre 2015.
- Detective Conan XIV: episodi 725-750 (26 episodi). Trasmessa dal 30 novembre 2015 al 31 gennaio 2016.[27]
- Detective Conan XV: episodi 751-776 (26 episodi). Trasmessa dal 18 aprile al 18 maggio 2016.[28]

## Sigle

### Sigle originali giapponesi
In Detective Conan sono state usate numerose sigle, fino ad ora la serie ne conta rispettivamente 58 d'apertura e 70 di chiusura.
Solitamente queste sigle appartengono al genere j-pop, e alcune di esse sono eseguite da cantati quali Mai Kuraki, Rina Aiuchi, i GARNET CROW. Altre appartengono al genere j-rock, come quelle dei B'z.
Nel 2013 è stata utilizzata per la prima volta una canzone di un gruppo non giapponese, seppur cantata in lingua giapponese: Hitomi no melody del gruppo sudcoreano BOYFRIEND, usata come sigla finale. Tra il 2015 e il 2016 sono state utilizzate due delle sigle iniziali in una nuova versione, Nazo come sigla di apertura e Unmei no roulette mawashite come sigla di chiusura.
Sigle di apertura
| Nº | Titolo                                                                            | Artista                              | Traduzione italiana                                     | Episodi       |
| -- | --------------------------------------------------------------------------------- | ------------------------------------ | ------------------------------------------------------- | ------------- |
| 1  | Mune ga dokidoki (胸がドキドキ?)                                                  | The High-Lows                        | "Il cuore batte"                                        | 1-30          |
| 2  | Feel Your Heart                                                                   | VELVET GARDEN                        | "Senti il tuo cuore"                                    | 31-52         |
| 3  | Nazo (謎?)                                                                        | Miho Komatsu                         | "Enigma"                                                | 53-96         |
| 4  | Unmei no roulette mawashite (運命のルーレット廻して?)                             | ZARD                                 | "Girando la roulette del destino"                       | 97-123        |
| 5  | TRUTH ~A Great Detective of Love~                                                 | TWO-MIX                              | "Verità ~Un grande detective d'amore~"                  | 124-142       |
| 6  | Girigiri chop (ギリギリｃｈｏｐ?)                                                 | B'z                                  | "Colpo sul limite"                                      | 143-167       |
| 7  | Mysterious Eyes                                                                   | GARNET CROW                          | "Occhi misteriosi"                                      | 168-204       |
| 8  | Koi wa thrill, shock, suspense (恋はスリル、ショック、サスペンス?)                | Rina Aiuchi                          | "L'amore è brivido, shock, suspense"                    | 205-230       |
| 9  | destiny                                                                           | Miki Matsuhashi                      | "Destino"                                               | 231-258       |
| 10 | Winter Bells                                                                      | Mai Kuraki                           | "Campane invernali"                                     | 259-270       |
| 11 | I can't stop my love for you♥                                                     | Rina Aiuchi                          | "Non posso fermare il mio amore per te♥"                | 271-305       |
| 12 | Kaze no lalala (風のららら?)                                                      | Mai Kuraki                           | "Il lalala del vento"                                   | 306-332       |
| 13 | Kimi to yakusoku shita yasashii ano basho made (君と約束した優しいあの場所まで?)  | U-ka saegusa IN db                   | "Verso quel dolce luogo in cui ci siamo promessi"       | 333-355       |
| 14 | START                                                                             | Rina Aiuchi                          | "Inizio"                                                | 356-393       |
| 15 | Hoshi no kagayaki yo (星の輝きよ?)                                                | ZARD                                 | "Lo splendore delle stelle"                             | 394-414       |
| 16 | Growing of my heart                                                               | Mai Kuraki                           | "Crescita del mio cuore"                                | 415-424       |
| 17 | Shōdō (衝動?)                                                                     | B'z                                  | "Impulso"                                               | 425-437       |
| 18 | 100 mono tobira (１００もの扉?)                                                   | Rina Aiuchi & U-ka saegusa IN db     | "100 porte"                                             | 438-456       |
| 19 | Kumo ni notte (雲に乗って?)                                                       | U-ka saegusa IN db                   | "Cavalcando le nuvole"                                  | 457-474       |
| 20 | Namida no yesterday (涙のイエスタデー?)                                           | GARNET CROW                          | "Ieri di lacrime"                                       | 475-486       |
| 21 | Glorious Mind (グロリアス マインド?)                                              | ZARD                                 | "Mente gloriosa"                                        | 487-490       |
| 22 | Ai wa kurayami no naka de (愛は暗闇の中で?)                                       | ZARD                                 | "L'amore è nell'oscurità"                               | 491-504       |
| 23 | Ichibyōgoto ni Love for you (一秒ごとに Ｌｏｖｅ ｆｏｒ ｙｏｕ?)                  | Mai Kuraki                           | "In ogni singolo istante amore per te"                  | 505-514       |
| 24 | Mysterious                                                                        | Naifu                                | "Misterioso"                                            | 515-520       |
| 25 | Revive                                                                            | Mai Kuraki                           | "Ravvìvati"                                             | 521-529       |
| 26 | Everlasting Luv                                                                   | BREAKERZ                             | "Eterno amore"                                          | 530-546       |
| 27 | MAGIC                                                                             | Rina Aiuchi                          | "Magia"                                                 | 547-564       |
| 28 | As the Dew                                                                        | GARNET CROW                          | "Come la rugiada"                                       | 565-582       |
| 29 | SUMMER TIME GONE                                                                  | Mai Kuraki                           | "Tempo d'estate andato"                                 | 583-602       |
| 30 | tear drops                                                                        | Caos Caos Caos                       | "Lacrime"                                               | 603-612       |
| 31 | Don't Wanna Lie                                                                   | B'z                                  | "Non voler mentire"                                     | 613-626       |
| 32 | Misty Mystery                                                                     | GARNET CROW                          | "Mistero nebbioso"                                      | 627-641       |
| 33 | Miss Mystery                                                                      | BREAKERZ                             | "Signora Mistero"                                       | 642-666       |
| 34 | Kimi no namida ni konna ni koishiteru (君の涙にこんなに恋してる?)                 | Natsu Iro                            | "Amo così tanto le tue lacrime"                         | 667-680       |
| 35 | TRY AGAIN                                                                         | Mai Kuraki                           | "Prova ancora"                                          | 681-695       |
| 36 | Q&A                                                                               | B'z                                  | "Domanda & risposta"                                    | 696-717       |
| 37 | Butterfly Core                                                                    | VALSHE                               | "Nucleo da farfalla"                                    | 718-743       |
| 38 | Greed                                                                             | KNOCK OUT MONKEY                     | "Avidità"                                               | 744-756       |
| 39 | DYNAMITE                                                                          | Mai Kuraki                           | "Dinamite"                                              | 757-773       |
| 40 | WE GO                                                                             | BREAKERZ                             | "Andiamo"                                               | 774-789       |
| 41 | Nazo (謎?) (La PomPon ver.)                                                       | La PomPon                            | "Enigma"                                                | 790-803       |
| 42 | Hane (羽?)                                                                        | Koshi Inaba                          | "Piuma"                                                 | 804-816       |
| 43 | Sekai wa anata no iro ni naru (世界はあなたの色になる?)                           | B'z                                  | "Il mondo diventerà del tuo colore"                     | 817-844       |
| 44 | Ikusen no meikyū de Ikusen no nazo wo toite (幾千の迷宮で 幾千の謎を解いて?)      | BREAKERZ                             | "In migliaia di labirinti, risolti migliaia di misteri" | 845-868       |
| 45 | Lie, Lie, Lie,                                                                    | Maki Ohguro                          | "Bugia, bugia, bugia,"                                  | 869-886       |
| 46 | Everything OK!!                                                                   | Cellchrome                           | "Tutto OK!!"                                            | 887-902       |
| 47 | Countdown (カウントダウン?)                                                       | NormCore                             | "Conto alla rovescia"                                   | 903-915       |
| 48 | Timeline (タイムライン?)                                                          | dps                                  | "Linea temporale"                                       | 916-926       |
| 49 | Bara-iro no jinsei (薔薇色の人生?)                                                | Mai Kuraki                           | "Vita color rosa"                                       | 927-940       |
| 50 | ANSWER                                                                            | Only this time (Takuto×Miyakawa-kun) | "Risposta"                                              | 941-964       |
| 51 | Makka na Lip (真っ赤なＬｉｐ?)                                                    | WANDS                                | "Labbro rosso"                                          | 965-982       |
| 52 | JUST BELIEVE YOU                                                                  | all at once                          | "Basta crederti"                                        | 983-999       |
| 53 | ZERO kara hajimete (ＺＥＲＯからハジメテ?)                                        | Mai Kuraki                           | "Inizio da zero"                                        | 1000-1020     |
| 54 | YURA YURA                                                                         | WANDS                                | "Vacillando"                                            | 1021-1032     |
| 55 | SLEEPLESS                                                                         | B'z                                  | "Insonne"                                               | 1033-1048     |
| 56 | SPARKLE                                                                           | Maki Ohguro                          | "Scintilla"                                             | 1049-1076     |
| 57 | RAISE INSIGHT                                                                     | WANDS                                | "Aumenta l'intuizione"                                  | 1077-1101     |
| 58 | Unraveling Love ~Sukoshi no yūki~ (Ｕｎｒａｖｅｌｉｎｇ Ｌｏｖｅ ～少しの勇気～?) | Mai Kuraki                           | "Amore che si svela ~Un po' di coraggio~"               | 1102-in corso |

Sigle di chiusura
| Nº | Titolo | Artista                      | Traduzione italiana                                                | Episodi       |
| -- | --- | ---------------------------- | ------------------------------------------------------------------ | ------------- |
| 1  | STEP BY STEP | ZIGGY                        | "Passo dopo passo"                                                 | 1-26          |
| 2  | Meikyū no lovers (迷宮のラヴァース?)                                                                                       | Heath                        | "Amanti del labirinto"                                             | 27-51         |
| 3  | Hikari to kage no roman (光と影とロマン?)                                                                                  | Keiko Utoko                  | "Romanzo di luci ed ombre"                                         | 52-70         |
| 4  | Kimi ga inai natsu (君がいない夏?)                                                                                         | DEEN                         | "Un'estate in cui tu non ci sei"                                   | 71-83         |
| 5  | Negai goto hitotsu dake (願い事ひとつだけ?)                                                                                | Miho Komatsu                 | "C'è solo una cosa da desiderare"                                  | 84-108        |
| 6  | Kōri no ue ni tatsu youni (氷の上に立つように?)                                                                            | Miho Komatsu                 | "Sollevarsi come sopra la punta del ghiaccio"                      | 109-131       |
| 7  | Still for your love | rumania montevideo           | "Ancora per amore tuo"                                             | 132-152       |
| 8  | Free Magic | WAG                          | "Libera magia"                                                     | 153-179       |
| 9  | Secret of my heart | Mai Kuraki                   | "Segreto del mio cuore"                                            | 180-204       |
| 10 | Natsu no maboroshi (夏の幻?)                                                                                               | GARNET CROW                  | "Illusione estiva"                                                 | 205-218       |
| 11 | Start in my life | Mai Kuraki                   | "Inizia nella mia vita"                                            | 219-232       |
| 12 | always | Mai Kuraki                   | "Sempre"                                                           | 233-247       |
| 13 | Aoi aoi kono hoshi ni (青い青いこの地球に?)                                                                                | Azumi Uehara                 | "A quella stella azzurrissima"                                     | 248-265       |
| 14 | Yume mita ato de (夢見たあとで?)                                                                                           | GARNET CROW                  | "Dopo che ho sognato"                                              | 266-287       |
| 15 | Mushoku (無色?) | Azumi Uehara                 | "Incolore"                                                         | 288-299       |
| 16 | Overture | Koshi Inaba                  | "Ouverture"                                                        | 300-306       |
| 17 | Ashita wo yume mite (明日を夢見て?)                                                                                        | ZARD                         | "Sognando il domani"                                               | 307-328       |
| 18 | Kimi to iu hikari (君という光?)                                                                                            | GARNET CROW                  | "La luce assieme a te"                                             | 329-349       |
| 19 | Nemuru kimi no yokogao ni hohoemi wo (眠る君の横顔に微笑みを?)                                                             | U-ka saegusa IN db           | "Sognare il tuo profilo sorridente"                                | 350-375       |
| 20 | Wasurezaki (忘れ咲き?) | GARNET CROW                  | "Dimenticarsi di fiorire"                                          | 376-397       |
| 21 | June Bride ~Anata shika mienai~ (ジューンブライド ～あなたしか見えない～?)                                                 | U-ka saegusa IN db           | "Sposa di giugno ~Non vedo che te~"                                | 398-406       |
| 22 | Sekai tomete (世界止めて?)                                                                                                 | Shiori Takei                 | "Fermare il mondo"                                                 | 407-416       |
| 23 | Thank You For Everything                                                                                                   | Sayuri Iwata                 | "Grazie per tutto"                                                 | 417-424       |
| 24 | Kanashii hodo Anata ga suki (悲しいほど 貴方が好き?)                                                                       | ZARD                         | "Più mi piaci, più è triste"                                       | 425-437       |
| 25 | Mou kimi dake wo hanashitari wa shinai (もう君だけを離したりはしない?)                                                     | Aya Kamiki                   | "Non ti lascerò più così solo"                                     | 438-458       |
| 26 | Shiroi yuki (白い雪?) | Mai Kuraki                   | "Neve bianca"                                                      | 459-470       |
| 27 | I still believe ~Tameiki~ (Ｉ ｓｔｉｌｌ ｂｅｌｉｅｖｅ ～ため息～?)                                                       | Yumi Shizukusa               | "Ancora credo ~Sospiro~"                                           | 471-486       |
| 28 | Sekai wa mawaru to yu keredo (世界はまわると言うけれど?)                                                                   | GARNET CROW                  | "Anche se dicono che il mondo gira"                                | 487-490       |
| 29 | Yukidoke no ano kawa no nagare no youni (雪どけのあの川の流れのように?)                                                    | U-ka saegusa IN db           | "Come il fiume scorre quando la neve si sta sciogliendo"           | 491-504       |
| 30 | Summer Memories | Aya Kamiki                   | "Ricordi estivi"                                                   | 505-514       |
| 31 | GO YOUR OWN WAY | Yumi Shizukusa               | "Vai per la tua propria strada"                                    | 515-520       |
| 32 | Koigokoro kagayaki nagara (恋心輝きながら?)                                                                                | Naifu                        | "Nello splendore del mio amore"                                    | 521-529       |
| 33 | Doing all right | GARNET CROW                  | "Facendo bene"                                                     | 530-539       |
| 34 | Hikari (光?) | BREAKERZ                     | "Luce"                                                             | 540-561       |
| 35 | Hello Mr. my yesterday | Hundred Percent Free         | "Ciao sig. il mio ieri"                                            | 562-587       |
| 36 | Tomorrow is the last Time                                                                                                  | Mai Kuraki                   | "Domani è l'ultima volta"                                          | 588-601       |
| 37 | Jūgoya Crisis ~Kimi ni aitai~ (十五夜クライシス ～君に逢いたい～?)                                                         | Hundred Percent Free         | "Crisi della notte di luna piena ~Voglio incontrarti~"             | 602-609       |
| 38 | Tsukiyo no itazura no mahō (月夜の悪戯の魔法?)                                                                             | BREAKERZ                     | "Magia dispettosa nella notte illuminata dalla luna"               | 610-626       |
| 39 | Pilgrim (ピルグリム?) | B'z                          | "Pellegrino"                                                       | 627-628       |
| 40 | Your Best Friend | Mai Kuraki                   | "Il tuo migliore amico"                                            | 629-643       |
| 41 | Kanashimi hodo Kyō no yūhi kirei da ne (悲しみほど 今日の夕陽きれいだね?)                                                  | grram                        | "Paragonato alla tristezza, il tramonto di oggi è più bello"       | 644-653       |
| 42 | Overwrite (オーバーライト?)                                                                                                | BREAKERZ                     | "Scrivere sopra"                                                   | 654-666       |
| 43 | Koi ni koishite (恋に恋して?)                                                                                              | Mai Kuraki                   | "Innamorato dell'amore"                                            | 667-686       |
| 44 | Hitomi no melody (瞳のメロディ?)                                                                                           | Boyfriend                    | "La melodia degli occhi"                                           | 687-704       |
| 45 | Kimi no egao ga naniyori mo sukidatta (君の笑顔がなによりも好きだった?)                                                    | Chicago Poodle               | "Ho amato il tuo sorriso più di ogni altra cosa"                   | 705-721       |
| 46 | Ima aitakute… (いま逢いたくて…?)                                                                                           | DAIGO                        | "Voglio vederti ora…"                                              | 722-736       |
| 47 | RAIN MAN | AKIHIDE                      | "Uomo della pioggia"                                               | 737-749       |
| 48 | Muteki na heart (無敵なハート?)                                                                                            | Mai Kuraki                   | "Cuore invincibile"                                                | 750-762       |
| 49 | Kimi e no uso (君への嘘?)                                                                                                  | VALSHE                       | "Mentirti"                                                         | 763-803       |
| 50 | Unmei no roulette mawashite (運命のルーレット廻して?) (La PomPon ver.)                                                     | La PomPon                    | "Girando la roulette del destino"                                  | 804-812       |
| 51 | Futari no byōshin (ふたりの秒針?)                                                                                          | Takuto                       | "La seconda mano dei due"                                          | 813-826       |
| 52 | SAWAGE☆LIFE | Mai Kuraki                   | "Vita☆Selvaggia"                                                   | 827-842       |
| 53 | YESTERDAY LOVE | Mai Kuraki                   | "L'amore di ieri"                                                  | 843-864       |
| 54 | Yume monogatari (夢物語?)                                                                                                  | BREAKERZ                     | "Storia di un sogno"                                               | 865-875       |
| 55 | Togetsukyō ~Kimi omou~ (渡月橋 ～君 想ふ～?)                                                                               | Mai Kuraki                   | "Ponte di Togetsu ~Penso a te~"                                    | 876-886       |
| 56 | Kamikaze Express (神風エクスプレス?)                                                                                       | Takuto×Miyakawa-kun          | "Il vento divino espresso"                                         | 887-908       |
| 57 | Sadame (さだめ?) | First place                  | "Determinato"                                                      | 909-914       |
| 58 | Aozolighter | Cellchrome                   | "Lucernario blu"                                                   | 915-926       |
| 59 | Kimi to koi no mama de owarenai Itsumo yume no mama ja irarenai (きみと恋のままで終われない いつも夢のままじゃいられない?) | Mai Kuraki                   | "Non posso finire in amore con te. Non può essere sempre un sogno" | 927-951       |
| 60 | Sissy Sky | Airi Miyakawa                | "Cielo femminile"                                                  | 952-964       |
| 61 | Sukoshi zutsu Sukoshi zutsu (少しづつ 少しづつ?)                                                                           | SARD UNDERGROUND             | "A poco a poco. A poco a poco"                                     | 965-976       |
| 62 | Hoshiai (星合?) | all at once                  | "Stellato"                                                         | 977-992       |
| 63 | Reboot | Airi Miyakawa                | "Riavvio"                                                          | 993-1015      |
| 64 | Veronica (ベロニカ?) | Mai Kuraki                   | "Veronica"                                                         | 1016-1028     |
| 65 | SWEET MOONLIGHT | BREAKERZ                     | "Dolce chiaro di luna"                                             | 1029-1038     |
| 66 | Karappo no kokoro (空っぽの心?)                                                                                            | SARD UNDERGROUND             | "Cuore vuoto"                                                      | 1039-1057     |
| 67 | Playmaker (プレイメーカー?)                                                                                                | all at once feat. Yudai Ohno | "Giocatore"                                                        | 1058-1073     |
| 68 | Kuufuku (クウフク?) | Konya, Anomachikara          | "Fame"                                                             | 1074-1087     |
| 69 | …and Rescue Me | Rainy.                       | "…e salvami"                                                       | 1088-1104     |
| 70 | You & I | Mai Kuraki                   | "Tu & Io"                                                          | 1105-in corso |

### Sigle italiane
| Nº | Titolo                         | Artista       |
| -- | ------------------------------ | ------------- |
| 1  | Detective Conan                | Giorgio Vanni |
| 2  | Detective Conan l'infallibile  | Giorgio Vanni |
| 3  | Conan, il detective più famoso | Giorgio Vanni |

## Edizioni Home-Video

### DVD giapponesi
Da giugno 1996 a ottobre 2006 Shōgakukan ha pubblicato 426 episodi in VHS, per poi pubblicare in DVD gli episodi a partire dal primo fino al 134 (Part 1-5) e continuare a pubblicare solo in DVD gli episodi dal 427. Gli episodi dal 135 al 426 (Part 6-14) erano già usciti anche in DVD dal 2000. I DVD sono divisi in stagioni chiamate in inglese Part e ogni DVD è chiamato Volume. Ad ottobre 2024 i DVD pubblicati sono 272 in 31 Part.

### DVD italiani
In Italia, è uscito nel 2008 sotto i marchi Fool Frame ed Exa Cinema un cofanetto contenente quattro DVD con i primi undici episodi della serie e il primo film, ma poi la pubblicazione è stata interrotta a causa della chiusura della casa editrice. I DVD contenenti gli episodi della prima stagione sono usciti attraverso pubblicazioni periodiche in edicola a cura di De Agostini. Le uscite che inizialmente prevedevano anche la seconda stagione sono state ridotte alla sola prima stagione. Negli episodi erano presenti le sigle originali, gli eyecatch e gli epiloghi doppiati ma non trasmessi da Mediaset, mentre non erano presenti prologhi, anticipazioni e Next Conan's hint.